# Onychagrotis
Onychagrotis là một chi bướm đêm thuộc họ Noctuidae, hiện tại nó được coi là đồng nghĩa của Agrotis.

## Former species
- Onychagrotis rileyana (Morrison, 1875)